# Кібад Сахріял
Кібад Сахріял (д/н — 1805) — 16-й султан Магінданао в 1780—1805 роках.

## Життєпис
Син султана Мухаммада Хайр уд-Діна. При народженні отримав ім'я Кібад та титлу дату. 1755 року після зречення батька на користь власного брата Фахар уд-Діна оголошений раджою мудою (спадкоємцем трону). Втім невдовзі стрийко Кібада змінив рішення. Останній був усунений від державних справ. Лише перед смерть Фахір уд-Діна зміг домогтися відновлення статусу спадкоємця.
Отримав трон у 1780 році. Прийняв ім'я Мухаммад Азім уд-Дін Амір уль-Умара. Загалом продовжив політику попередника, намагаючись зберегти вплив на залежні держави Мінданао. У 1780 і 1794 роках укладав мирні угоди згенерал-губернаторами Філіппін — ЖозеБаско-і-Варгосом і Рафаелем Марією де Агіларом-і-Понсо де Леон відповідно. З останнім через військову загрозу (той з більшим військом і створив потужну військовоморську базу). Також зберігав мирні відносини з британцями, що в цей час встановили контроль над голландськими колоніями на Молуккських островах, зокрема не втручався в окупацію султаната Тернате у 1801 році. Крім того, султан розраховував на протистояння іспанців й британців.
Помер 1805 року. Йому спадкував стриєчний брат Каваса Анвар уд-Дін.